# Lorent Wanson
Lorant Wanson est un acteur, metteur en scène et dramaturge belge né à Huy le 22 juin 1967.
Diplômé de l'INSAS en 1990, professeur au Conservatoire royal de Mons, il a travaillé avec Henri Ronse, Michel Dezoteux et Philippe Sireuil.
Il a mis en scène des dizaines de spectacles, dont Musik de Frank Wedekind (1993), Un ennemi du peuple d'Henrik Ibsen (au Théâtre national de Belgique, 1996), Sainte Jeanne des Abattoirs de Bertolt Brecht (1998), Faut pas payer ! de Dario Fo (1999), Les Bonnes de Jean Genet (2001), Vers les étoiles de Leonid Andreïev (2003), Minetti de Thomas Bernhard (2005), Yaacobi et Leidental de Hanoch Levin (2008).
Il a également écrit plusieurs textes pour le théâtre ainsi que des textes de chansons qu'il accompagne lui-même à l'accordéon.
Ses spectacles mettent en question la relation de l'individu à la société, la liberté et la solidarité, la réalité et l'utopie.
Il donne régulièrement cours au Conservatoire royal de Mons.

## Récompenses
- 1996 : Prix Tenue de ville du meilleur spectacle pour Un ennemi du peuple
- 2001 : Prix du Théâtre de la meilleure mise en scène